# Jonah Lomu
Jonah Tali Lomu, (n. 12 mai 1975 - d. 18 noiembrie 2015) a fost un jucător de rugby din Noua Zeelandă, legitimat la clubul francez Marseille. După debutul din 1994 a strâns 63 de selecții pentru echipa națională a țării sale. A fost privit ca primul superstar al rugbyului mondial și unul dintre cei mai intimidanți jucători. A fost recunoscut ca unul dintre cei mai importanți jucători din toate timpurile pe data de 9 octombrie 2007.

## 1995 și Cupa Mondială
În ciuda faptului că acumulase doar 2 selecții pentru All Blacks, Jonah Lomu a fost inclus în lotul pentru Cupa Mondială din Africa de Sud. A reușit să impresioneze lumea rugbyului, marcând 7 eseuri în 5 meciuri, incluzând și semifinala împotriva Angliei în care a reușit 4 încercări. În primul meci, desfășurat la Johannesburg, a marcat 2 eseuri în victoria cu scorul de 43-19 împotriva Irlandei. În meciul următor, împotriva Țării Galilor, Lomu a fost schimbat și nu a înscris niciun punct în victoria cu scorul de 34-9.  A înscris un eseu împotriva Scoției, în victoria cu scorul de 48-30.
În finala jucată împotriva Africii de Sud a fost foarte aproape să înscrie un eseu care ar fi putut schimba soarta meciului, fiind placat de Joost van der Westhuizen exact lângă linia de țintă. Noua Zeelandă a pierdut finala cu scorul de 15-12, în urma unui drop-gol reușit în prelungiri.

## 1996–1998
În primul meci după Cupa Mondială, pierdut în fața Africii de Sud, reprezentativa All Blacks a întâlnit Australia pe Eden Park. Lomu a înscris 3 eseuri, favorizând victoria echipei sale cu scorul de 28-16. Succesul se repetă ceva mai târziu în Australia, cu un nou eseu al lui Lomu în victoria de 34-23. Lomu continuă să strălucească în victoriile împotriva Italiei și Franței, înscriind câte un eseu în fiecare meci.
În 1996, o nouă competiție de rugby în 15, Turneul celor trei națiuni, reunește cele mai mari puteri ale rugby-ului din emisfera sudică: Noua Zeelandă, Africa de Sud și Australia. All Blacks confirmă supremația, câștigând toate cele patru meciuri disputate. Cea mai mare diferență de scor se înregistrează împotriva Australiei, în victoria de 43-6, Lomu bifând o nouă încercare.
La sfârșitul anului, o problemă renală îl ține pe Lomu departe de teren, durând practic toată durata anului 1997. Ratează Turneul celor trei națiuni din 1997, competiție câștigată de Noua Zeelandă. Revine totuși la sfârșitul anului, în două meciuri test împotriva Tării Galilor și Angliei, fără să înscrie niciun eseu.
La începutul anului 1998 câștigă medalia de aur la Jocurile Commonwealth de la Kuala Lumpur, la rugby în 7. Mai târziu este selecționat de reprezentativa mare pentru câteva meciuri test. Ratează însă Turneul celor trei națiuni, echipa Noii Zeelande terminând pe ultimul loc.

## 1999 și Cupa Mondială
La începutul anului, Jonah Lomu semnează pentru echipa Waikato Chiefs, joacă 8 meciuri și înscrie 10 puncte.
Sezonul 1999 a fost pregătitor pentru Cupa Mondială. În timpul verii All Blacks câștigă Turneul celor trei națiuni, învingând Africa du Sud cu 28-0, Australia cu 34-15 și Africa du Sud cu 34-18 (în deplasare). Pierd un singur meci în fața Australiei cu 7-28. Lomu este rezervă pentru aripă și nu înscrie niciun eseu în patru meciuri.
În timpul Cupei Mondiale, All Blacks sunt marii favoriți și Jonah Lomu este așteptat cu interes. Christian Cullen joacă centru, Jeff Wilson est fundaș, Tana Umaga și Jonah Lomu sunt cele două aripi. În primul său meci, jucătorul de origine din Tonga înscrie două eseuri chiar în fața echipei statului Tonga. Contra Angliei înscrie unul dintre cele mai frumoase eseuri ale competiției, după spusele lui Martin Johnson și Philippe Sella.
Noua-Zeelandă termină grupa pe primul loc și înfruntă Scoția în sferturile de finală. All Blacks câștigă cu 30-18, un eseu fiind marcat de Lomu. În semifinale All Blacks întâlnesc Franța și în ciuda a două eseuri ale jucătorului vedetă Lomu, pierd cu 43-31. Un fapt notabil este că Jonah Lomu rezistă la opt jucători francezi pentru a înscrie primul său eseu. În total Lomu înscrie 8 eseuri la Cupa Mondială din 1999, la care se adaugă 7 la cupa din 1995. Această performanță îl propulsează drept cel mai bun marcator de eseuri din istoria Cupei Mondiale.
După mai multe speculații apărute după Cupa Mondială, printre care și o ofertă din fotbalul american, Lomu decide să rămână în Noua Zeelandă.

## Viața personală

### Retragere din activitate și revenire
În octombrie 2009 Lomu a anunțat revenirea sa cu echipa Marseille, în liga a treia franceză.